# 特高頻
特高频（英語：Ultra high frequency），縮寫為，中國大陸稱，台灣稱，是指頻率由300MHz到3GHz的電磁波。波長由10cm到1m不等。用於短途通信，可以用小而短的天線作收發，適合行動通訊。

## 常見用途
- 類比電視及數碼電視廣播（470MHz～860MHz）
- 軍用航空無線
- 卫星导航系统（GNSS，包括GPS、GLONASS、BDS、GALILEO等系統）：1.1~1.6GHz
- 行動電話（包括AMPS、2G、3G、4G LTE及5G等）
- 低功率無線對講機：409MHz（PRS）、446MHz（PMR446）、462MHz （FRS（英语：Family Radio Service）/GMRS）、467MHz （FRS）
- 業餘無線電（430/435MHz、1200MHz、2400MHz）
- ISM頻段：
  - 無線網絡（Wi-Fi等2.4GHz）
  - 藍牙（2.45GHz）

1. 1 2  . www.britannica.com.   [2024-10-25] （英语）.